# Philodromus punctiger
Philodromus punctiger là một loài nhện trong họ Philodromidae.
Loài này thuộc chi Philodromus. Philodromus punctiger được Octavius Pickard-Cambridge miêu tả năm 1908.